# Katarzyna Szweda
Katarzyna Szweda (ur. 1990 w Nowym Żmigrodzie) – polska poetka i tłumaczka. 
Wychowywała się we Wrzosowej Polanie. Mieszka w Krakowie. Absolwentka studiów nauczycielskich Uniwersytetu Johanna Wolfganga Goethego we Frankfurcie nad Menem. Nauczycielka języka hiszpańskiego i angielskiego, Wyróżniona Stypendium Twórczym Miasta Krakowa (2020).
Finalistka 12. edycji Połowu Biura Literackiego. Autorka książki poetyckiej Bosorka (Biuro Literackie, 2020), za którą w 2021 była nominowana do Wrocławskiej Nagrody Poetyckiej Silesius w kategorii debiut roku, a także do Nagrody Literackiej Prezydenta Miasta Białegostoku im. Wiesława Kazaneckiego w kategorii najlepszy ogólnopolski poetycki debiut roku oraz do Stypendium im. Stanisława Barańczaka, przyznawanego w ramach Poznańskiej Nagrody Literackiej.  

## Twórczość
- Bosorka, Biuro Literackie 2020, ISBN 978-83-66487-30-7
- zemla vulgaris, Biuro Literackie 2023[7], ISBN 978-83-67706-06-3